# Ivan Zelko
Ivan (Janez) Zelko (roj. Zelko Iván), slovenski rimskokatoliški duhovnik in zgodovinar, * 14. maj 1912, Črenšovci, Avstro-Ogrska, † 13. avgust 1986, Špitalič pri Slovenskih Konjicah.

## Življenje in delo
Rodil se je v Črenšovcih v kmečki družini očetu Marku in materi Kati (roj. Kolenko). Gimnazijo je obiskoval v Murski Soboti (1923-1930), 8. razred z maturo pa v Ljubljani (1931). Bogoslovje je študiral v Mariboru (1931-1936) in bil 1935 posvečen. Kaplanoval je v: Dobrovniku (1936-1938), Spodnjem Jakobskem Dolu (1938, prej Sv. Jakob v Slovenskih goricah), Dvorjanah (1938-1940, prej Sv. Martin pri Vurberku), 1941 Alsóságu (1941) in Salköveskútu (1942-1943) na Madžarskem, vmes 1942 pri Gradu (prej Gornja Lendava) in Cankovi (1943-1945). Od 1946 je bil v Špitaliču pri Slovenskih Konjicah župni upravitelj, od 1959 župnik. Leta 1974 je doktoriral na TEOF v Ljubljani z disertacijo Gospodarska in družbena struktura  turniške pražupnije po letu 1381, ki je postala temelj raziskovanja starejše prekmurske zgodovine, ter prekmurskega jezika pred 1919. V letih 1968–1974 je bil tudi honorarni predavatelj cerkvene zgodovine na mariborskem oddelku ljubljanske TEOF.
Od 1935 je bil član in odbornik Prekmurskega muzejskega društva, konec 60-ih let 20. stoletja je postal stalni zunanji sodelavec Zgodovinskega inštituta Milka Kosa pri SAZU, se skoraj vsako leto mudil v Budimpešti in iskal gradivo za zgodovino Prekmurja. Raziskoval je med drugim prekmursko luteranstvo in kalvinizem, krajevne kolonizacijsko posestne razmere, zgodovino Lendave, obdobje turškega nasilja v Prekmurju. Je avtor več  knjig kot npr. Prekmurje do leta 1500, s katero je omogočil nadaljnje raziskave slovenske kolonizacije v poznem srednjem veku, publikacij in zbornikov. Široko znanje in zanesljivost nabranega ter obravnavanega gradiva (z njim večkrat dopolnjeval ali popravljal madžarske in slovaške zgodovinarje) sta mu prinesla ugled v zgodovinarskih krogih tudi zunaj meja Slovenije.